# Вандерхейден, Джейсон
Дже́йсон М. Вандерхе́йден (англ. Jason M. Vanderhaden) — военнослужащий Береговой охраны США. С 17 мая 2018 года является 13-м мастер-чиф-петти-офицером Береговой охраны США. В этой должности является самым старшим по званию представителем рядового и петти-офицерского состава Береговой охраны, представителем интересов рядовых и петти-офицеров перед командованием Береговой охраны, а также главным советником коменданта Береговой охраны по всем кадровым вопросам. Как мастер-чиф-петти офицер Береговой охраны США имеет, согласно протоколу, приоритет, равный приоритету трёхзвездного офицера (вице-адмирала).

## Карьера
Джейсон Вандерхейден — выпускник 114-го класса Академии старших офицеров береговой охраны, Объединенного курса старших командиров Национального командования Национального университета обороны. Окончил курсы по лидерству Школы управления им. Джона Ф. Кеннеди в области национальной безопасности, а также ряд других курсов. Имеет степень бакалавра наук, полученную в колледже Эксельсиор.
Служит в Береговой охране с 1988 года. Ниже представлены некоторые вехи его карьеры (в обратном хронологическом порядке):
- Главный мастер-чиф-петти-офицер, Штаб Заместителя коменданта по поддержке миссий (служба Береговой охраны, занимающаяся вопросами снабжения и логистики), Вашингтон;
- Главный мастер-чиф-петти-офицер, Тихоокеанский регион Береговой охраны США[англ.], Аламида, Калифорния;
- Главный мастер-чиф-петти-офицер, 13-й округ Береговой охраны США[англ.], Сиэтл, Вашингтон;
- Главный мастер-чиф-петти офицер, база Береговой охраны в Гонолулу, Гавайи;
- Инструктор Академии чиф-петти-офицеров, Учебный центр Петалума[англ.], Петалума, Калифорния;
- USCGC Reliance (WMEC-615)[англ.] , Портсмут, Нью-Гэмпшир;
- Станция береговой охраны Понсе Де Леон Инлет, Нью-Смерна-Бич, Флорида;
- USCGC Active (WMEC-618)[англ.], Порт-Анджелес, Вашингтон;
- Аэродром Береговой охраны Хамбольдт-Бей[англ.] , Мак-Кинливилль[англ.], Калифорния;
- USCGC CHEYENNE, Сент-Луис, Миссури;
- Аэродром Береговой охраны Клируотер[англ.], Клируотер, Флорида;
- Станция береговой охраны Лоран, Иводзима, Япония;
- Школа специалистов службы общественного питания Береговой охраны класса «А», Петалума, Калифорния;
- Станция береговой охраны Джонс-Бич, Фрипорт[англ.], Нью-Йорк;
- Центр базовой подготовки рекрутов Береговой охраны, Кейп-Мей, Нью-Джерси.

## Семья
В семье Джейсона и его жены двое взрослых детей, которые также служат в Береговой охране США.

## Награды
|                                       |  |                            |
| Золотая звезда повторного награждения |  |                            |
|                                       |  |                            |
|                                       |  |                            |
|                                       |  |                            |
|                                       |  | Бронзовая звезда за службу |
|                                       |  |                            |
| Бронзовая звезда за службу            |  |                            |
|                                       |  |                            |
|                                       |  |                            |
|                                       |  |                            |

| Знак отличия | Знак моряка катера Береговой охраны (для неофицеров, с правом постоянного ношения)                                            | Знак моряка катера Береговой охраны (для неофицеров, с правом постоянного ношения)                                            | Знак моряка катера Береговой охраны (для неофицеров, с правом постоянного ношения)                     | Знак моряка катера Береговой охраны (для неофицеров, с правом постоянного ношения)                     | Знак моряка катера Береговой охраны (для неофицеров, с правом постоянного ношения)                          | Знак моряка катера Береговой охраны (для неофицеров, с правом постоянного ношения)                          |
| 1-й ряд      | Орден «Легион Почёта» | Орден «Легион Почёта» | Орден «Легион Почёта»                                                                                  | Медаль Вооружённых сил США «За похвальную службу» с 1 золотой звездой повторного награждения           | Медаль Вооружённых сил США «За похвальную службу» с 1 золотой звездой повторного награждения                | Медаль Вооружённых сил США «За похвальную службу» с 1 золотой звездой повторного награждения                |
| 2-й ряд      | Похвальная медаль Береговой охраны с двумя золотыми звёздами повторного награждения и литерой «О»                             | Похвальная медаль Береговой охраны с двумя золотыми звёздами повторного награждения и литерой «О»                             | Медаль Береговой охраны «За достижения» с тремя золотыми звёздами повторного награждения и литерой «О» | Медаль Береговой охраны «За достижения» с тремя золотыми звёздами повторного награждения и литерой «О» | Наградная лента коменданта                                                                                  | Наградная лента коменданта                                                                                  |
| 3-й ряд      | Президентская благодарность подразделению со специальным знаком отличия для участников ликвидации последствий урагана Катрина | Президентская благодарность подразделению со специальным знаком отличия для участников ликвидации последствий урагана Катрина | Награда министра транспорта лучшему подразделению                                                      | Награда министра транспорта лучшему подразделению                                                      | Благодарность подразделению береговой охраны с тремя золотыми звёздами повторного награждения и литерой «О» | Благодарность подразделению береговой охраны с тремя золотыми звёздами повторного награждения и литерой «О» |
| 4-й ряд      | Похвальная благодарность воинской части Береговой охраны с тремя золотыми звёздами повторного награждения и литерой «О»       | Похвальная благодарность воинской части Береговой охраны с тремя золотыми звёздами повторного награждения и литерой «О»       | Meritorious Team Commendation with three gold award stars                                              | Meritorious Team Commendation with three gold award stars                                              | Coast Guard "E" Ribbon с двумя золотыми звёздами повторного награждения                                     | Coast Guard "E" Ribbon с двумя золотыми звёздами повторного награждения                                     |
| 5-й ряд      | Coast Guard Bicentennial Unit Commendation                                                                                    | Coast Guard Bicentennial Unit Commendation                                                                                    | Coast Guard Good Conduct Medal с двумя серебряными звёздами за службу                                  | Coast Guard Good Conduct Medal с двумя серебряными звёздами за службу                                  | National Defense Service Medal с одной бронзовой звездой за службу                                          | National Defense Service Medal с одной бронзовой звездой за службу                                          |
| 6-й ряд      | Global War on Terrorism Service Medal                                                                                         | Global War on Terrorism Service Medal                                                                                         | Humanitarian Service Medal                                                                             | Humanitarian Service Medal                                                                             | Лента Министерства транспорта США за заслуги в ликвидации последствий терактов 11 сентября                  | Лента Министерства транспорта США за заслуги в ликвидации последствий терактов 11 сентября                  |
| 7-й ряд      | Special Operations Service Ribbon с одной звездой за службу                                                                   | Special Operations Service Ribbon с одной звездой за службу                                                                   | Sea Service Ribbon с двумя звёздами за службу                                                          | Sea Service Ribbon с двумя звёздами за службу                                                          | Restricted Duty Ribbon                                                                                      | Restricted Duty Ribbon                                                                                      |
| 8-й ряд      | Overseas Service Ribbon | Overseas Service Ribbon | Rifle Marksmanship Medal with expert device                                                            | Rifle Marksmanship Medal with expert device                                                            | Pistol Marksmanship Medal with expert device                                                                | Pistol Marksmanship Medal with expert device                                                                |
| Знак отличия | Advanced Boat Force Operations Insignia                                                                                       | Advanced Boat Force Operations Insignia                                                                                       | Advanced Boat Force Operations Insignia                                                                | Advanced Boat Force Operations Insignia                                                                | Advanced Boat Force Operations Insignia                                                                     | Advanced Boat Force Operations Insignia                                                                     |
| Знаки        | Commandant Staff Badge | Commandant Staff Badge | Commandant Staff Badge                                                                                 | Master Chief Petty Officer of the Coast Guard Badge                                                    | Master Chief Petty Officer of the Coast Guard Badge                                                         | Master Chief Petty Officer of the Coast Guard Badge                                                         |

- 7 gold service stripes[1].